# 交響曲第91番 (ハイドン)
交響曲第91番 変ホ長調 Hob. I:91 は、フランツ・ヨーゼフ・ハイドンが1788年に完成させた交響曲。

## 概要
第90番から第92番『オックスフォード』の3曲の交響曲（これらの交響曲は、フランスのドーニ伯爵（Comte d´Ogny）からの依頼で作曲されたため『ドーニ交響曲』とも呼よばれる。詳しくは「交響曲第90番 (ハイドン)」を参照）のうち、本作はやや地味な存在であり、また3曲のうち楽器編成が小規模であることが窺える。しかし旧態依然とした作品ではなく、これに続く『ロンドン交響曲集』を予測させるような、意欲的な書法を多く見せている。
また現在では呼ばれないものの、古くは『T字』（Letter T）の愛称で呼ばれることもあったが、これは第88番『V字』などと同様に、ハイドンの生前にロンドンのフォースター社からハイドンの交響曲選集の第2集（全23曲）を出版した際に、各曲に「A」から「W」までのアルファベット一文字からなる整理用の番号が印刷されていたのが愛称としてそのまま残ったものである。

## 楽器編成
フルート1、オーボエ2、ファゴット2、ホルン2、弦五部。

## 楽章構成
全4楽章、演奏時間は約26分。
- 第1楽章 ラルゴ - アレグロ
変ホ長調、4分の3拍子、ソナタ形式。
作曲当時のハイドンの通例として、序奏部は4分の3拍子となっているが、この序奏部は主部の主題の芽を含んでいると言える。
ソナタ形式による主部は対位法的な書法を豊かに駆使しており、弦楽器による第1主題も効果的に対位法が使われる。展開部、および結尾も対位法が同じように使われている。

- 第2楽章 アンダンテ
変ロ長調、4分の2拍子、三部形式に似た変奏曲形式。

- 第3楽章 メヌエット：ウン・ポコ・アレグロ - トリオ
変ホ長調、4分の3拍子。
トリオは田園舞曲風であり、ファゴットを効果的に使用している。また書法的に第92番『オックスフォード』のトリオと関連付けている。

- 第4楽章 フィナーレ：ヴィヴァーチェ
変ホ長調、2分の2拍子（アラ・ブレーヴェ）、ロンド形式に似た自由なソナタ形式。
コーダの部分に第2ヴァイオリンによる第1主題のストレッタ（模倣の反復）が使われる。